# Enez (district)
Enez is een Turks district in de provincie Edirne en telt 10.714 inwoners (2007). Het district heeft een oppervlakte van 438,2 km².
De bevolkingsontwikkeling van het district is weergegeven in onderstaande tabel.
| 1997   | 2000   | 2007   |
| ------ | ------ | ------ |
| 12.018 | 11.929 | 10.714 |